# Chrystia Freeland
Christina Alexandra "Chrystia" Freeland (2 augustus 1968) is een Canadees politicus, journalist en schrijver. In 2015 werd Freeland minister van Internationale Handel in de eerste regering van premier Justin Trudeau.
Freeland werkte eerder als journalist voor onder andere de Financial Times, Thomson Reuters en The Globe and Mail. In 2013 kondigde ze aan zich kandidaat te willen stellen voor de Liberal Party in het kiesdistrict 'Toronto centrum'. Nadat ze de liberale nominatie won, werd ze in november 2013 daadwerkelijk gekozen als parlementslid voor 'Toronto centrum' in het Canadese Lagerhuis. In november 2015 werd Freeland minister van Internationale Handel in de Canadese regering van Justin Trudeau.

## Biografie
Freeland werd geboren in Peace River (Alberta). Haar vader, Donald Freeland, was boer, advocaat en parlementslid voor de Liberal Party of Canada. Haar moeder, Halyna (Chomiak) Freeland was ook advocaat die een keer meedeed aan de verkiezingen in Edmonton-Strathcona voor de New Democratic Party.
Freeland ging naar school op het United World College of the Adriatic. Ze behaalde haar Bachelor of Arts in Russische geschiedenis en literatuur aan de Harvard-universiteit. In 1993 behaalde ze haar master in Slavische studies aan St. Antony's College in Oxford (Groot-Brittannië) met een Rhodesbeurs.

## Journalistiek
Freeland begon haar journalistieke carrière bij de Financial Times, The Washington Post en The Economist terwijl ze in Oekraïne werkte. Freeland werkte later als plaatsvervangend eindredacteur voor de Financial Times in Londen en daarna als eindredacteur van de weekend-uitgave van de krant en van FT.com. Freeland was ook de Oost-Europa-correspondent voor de Financial Times.
Van 1999 tot 2001 werkte Freeland als plaatsvervangend eindredacteur van de The Globe and Mail. Vervolgens werkte ze als de hoofdredacteur bij Thomson Reuters en Thomson Reuters Digital. Daarnaast was ze een wekelijkse columnist voor de Globe and Mail.

## Publicaties
Freeland is de auteur van Sale of the Century (gepubliceerd in 2000) over de ontwikkeling die Rusland doormaakte van communisme naar kapitalisme. In 2012 publiceerde ze Plutocrats: The Rise of the New Global Super-Rich and the Fall of Everyone Else. Plutocrats was een New York Times-bestseller en won in 2013 de Lionel Gelber-prijs voor non-fictiereportages. Het boek won in 2013 ook de National Business Book Award voor het beste Canadese managementboek.
In juni 2013 gaf Freeland een speech op de TED-conferentie over economische ongelijkheid, plutocratie en mondialisering en het "steeds groter wordende gat tussen de werkende armen en de steeds rijker wordende megarijken"

## Politieke standpunten en carrière
Op 26 juli 2013 verliet Freeland de journalistiek om de Canadese politiek in te gaan als kandidaat voor de Liberal Party in het kiesdistrict 'Toronto centrum'. Op 15 september 2013 won ze de partijnominatie. In een tussentijdse verkiezing op 25 november 2015 - zittend parlementslid Bob Rae vertrok - won Freeland de verkiezing met 49% van de stemmen.
Tijdens de partijconventie van de Canadese Liberal Party in 2014 interviewde Freeland de bekende econoom Larry Summers. Ze schreef een opinie-artikel in de The New York Times waarin ze de opkomst van plutocraten tegenover de populariteit van de televisieserie Downton Abbey zette. In januari 2014 schreef Freeland een opinie-artikel voor de The Globe and Mail waarin ze de regering van Viktor Janoekovystsj hekelde. Deze werd later tijdens de Oekraïense revolutie afgezet. Freeland is een voorstander van de inname van persoonlijke eigendommen en reisverboden als onderdeel van economische sancties.
In maart 2014 bezocht Freeland Oekraïne uit naam van de Liberal Party. Ze ontmoette o.a. Vitali Klytsjko, de leider van de Oekraïense Democratische Alliantie voor Hervormingen en het Oekraïense parlementslid Petro Porosjenko die later - in mei 2014 - werd gekozen als president van Oekraïne. Freeland was een van de dertien Canadezen die niet naar Rusland mochten reizen vanwege vergeldingssancties die in maart 2014 waren ingesteld door de Russische president Vladimir Poetin.
In 2015 werd Freeland minister van Internationale Handel in de eerste regering van premier Justin Trudeau.

## Persoonlijk leven
Freeland is getrouwd met Graham Bowley, een Britse schrijver en New York Times reporter. Ze hebben drie kinderen. Freeland woont sinds haar terugkeer naar Canada in 2013 in Toronto. Ze spreekt Engels, Frans, Russisch, Italiaans en Oekraïens.
- Bibsys: 13035204
- CiNii: DA13074633
- Gemeinsame Normdatei: 173595154
- International Standard Name Identifier: 0000 0000 7412 5886
- Library of Congress Control Number: nb99083860
- Bibliotheek van het Japanse parlement: 00993660
- Nationale Bibliotheek van Tsjechië: js2018977801
- Nationale Bibliotheek van Israël: 987007323946505171
- Nederlandse Thesaurus van Auteursnamen: 216097916
- Réseau des bibliothèques de Suisse occidentale: 02-A006240063
- Système universitaire de documentation: 237491540
- Virtual International Authority File: 1966131
- WorldCat: E39PBJh8PJT3cdKBVFkC9qxJjC